# Max Friedland
Max Friedland (* 14. September 1892 in Offenbach am Main; † Dezember 1980 in New York City, Vereinigte Staaten) war ein deutscher Filmfirmenmanager.

## Leben
Friedland war mit einer Nichte des Gründers der Universal Studios Carl Laemmle verheiratet. In dessen Auftrag betreute er als Generalbevollmächtigter sämtliche Belange der deutschen Universal-Filiale in Berlin. Infolge der Machtergreifung wurde der Jude Friedland vorübergehend festgenommen, konnte aber nach seiner Freilassung im März 1933 nach Frankreich fliehen.
In Paris wurde er 1937 von der Milo-Film, der Produktionsfirma des Emigranten Hermann Millakowsky, in die Leitung berufen. Im selben Jahr gründete Friedland die Firma Transatlantic als Milo-Dachgesellschaft sowie eine weitere Produktionsfirma. Nebenbei wirkte er als Exporteur von Filmen. 1941 gelang ihm über Portugal die Flucht in die USA, wo er sich in New York niederließ. Dort lassen sich derzeit keine weiteren filmischen Aktivitäten nachweisen.